# Image (signalisation routière)
Pour les articles homonymes, voir Image (homonymie).
 (août 2012).
En signalisation routière, la perception que l’usager a d’un pôle (agglomération, ville, service, etc.) est dénommée image de ce pôle. Elle dépend d’une part de l’importance du pôle, d’autre part de l’éloignement de l’usager par rapport à celui-ci.

## Définition
Si un usager est situé en un point O éloigné de EOA d’un pôle A, le pôle A lui paraît d’autant plus important que son niveau approché NA est plus élevé et que EOA est plus faible.
Les études d’accessibilité ont conduit à représenter ce phénomène par la notion d’image du pôle A vu de O dont l’expression est :

## Domination
Soient deux pôles A et B on dit que A domine B, si pour tout point 0 tel que B soit entre 0 et A, on a :
IOA > IOB

La notion de domination de B par A signifie donc que, bien que plus éloigné de 0, le pôle A est plus attractif que le pôle B.
Cette notion est indépendante du point d'observation et peut se traduire par la condition:
NA - NB > EAB

### Conventions d’application
- Le phénomène de domination n'est pris en compte qu'entre pôles de classes différentes (et non de niveaux différents).
- De façon à limiter la portée de la domination, on convient de la règle suivante. Soit un pôle A de niveau approché NA susceptible de dominer un pôle B de niveau approché NB; si (NA - NB) > 1, on impose pour l'étude de la domination :  NA = NB + 1

Cette convention signifie qu'on limite la domination à un éloignement maximum d'un quart d'heure.
- Lorsqu'un pôle B est dominé par un pôle A lui-même dominé par un pôle Z tel que A soit entre B et Z, la domination de Z sur A ne peut être prise en compte qu'à partir de B.

### Domination du pôle de départ sur le pôle d’arrivée
Lorsque le pôle d'arrivée d'une liaison est dominé par le pôle de départ de cette liaison il n'assure pas, en général, un relais suffisant pour l'usager situé à l'intérieur du pôle dominant ainsi depuis le centre d'une ville, une commune de banlieue ne constitue pas un relais suffisant pour I'usager souhaitant aller au-delà de l'agglomération. 
On considère alors que le pôle dominé ne fait plus écran. Ceci permet de rétablir une
Liaison avec un pôle non dominé situé au-delà.
Ainsi tout pôle dominé B est "transparent vis-à-vis d'un pôle C non dominé de même classe sous les contraintes suivantes : 
- que I'itinéraire AB soit I'itinéraire "naturel"(au regard du trafic) pour aller de A à C
- et que la règle d 'éloignement maximum entre A et C soit respectée.

### Domination du pôle d'arrivée par un pôle situé au-delà
Lorsqu'un pôle est dominé il est, le plus souvent, moins attractif pour I 'usager que le pôle situé au-delà et qui le domine; ainsi une commune de banlieue est, en général, moins attractive, pour I 'usager venant de loin, que la ville centre de l'agglomération. 
On considère alors que le pôle dominé ne fait plus écran ; ceci permet de rétablir une liaison avec le pôle dominant situé au-delà. En ce cas, la liaison se terminant au pôle dominé n'est prise en compte qu'à partir du moment où I'attractivité de ce pôle dominé est suffisante.
Ainsi tout pôle dominé B est "transparent" vis-à-vis d'un pôle A qui le domine sous réserve que CB soit l'itinéraire « naturel"(au sens du trafic) pour aller de C à A .
Le point 0' est déterminé suivant les cas ci-dessous concernant B :
- Mention verte dominée en rase campagne : le point 0' est le premier carrefour important tel que EO’B < NB
- Mention blanche dominée en rase campagne : le point 0' est le premier carrefour tel que  EO’B < NB / 2
- Mention quelconque dominée en milieu urbain : le point O' est le premier carrefour tel que EO’B < NB / 2

## Sources
- Instruction interministérielle du 22 mars 1982 relative à la signalisation de direction.